# Березов, Николай Фёдорович
Николай Фёдорович Березов (1891 — после 1922) — член ЦК ПСР, юрист, редактор, делегат Всероссийского Учредительного собрания.

## Биография
Родился в 1891 году в Саратове в семье ветеринарного врача. Окончив Саратовскую гимназию, он поступил на юридический факультет Московского университета, который окончил в 1916 году.
Березов вступил в Партию социалистов-революционеров (ПСР) в 1906 году. В 1911 году он, по решению суда, отбывал трёхмесячное заключение.
После Февральской революции, в 1917 году, Николай Березов стал юристом окружного управления Министерства путей сообщения в Тифлисе. Он был избран делегатом III-го съезда Партии социалистов-революционеров (25 мая — 4 июня 1917 года) и вошел в состав ЦК ПСР. Почти одновременно он стал членом Кавказского краевого Совета рабочих, солдатских и крестьянских депутатов и был избран делегатом I-го Всероссийского съезда Советов рабочих и солдатских депутатов (3-24 июня 1917 года) от Кавказского фронта.
В 1917 же году Николай Фёдорович избрался в члены Учредительного собрания по Кавказскому фронту от эсеров (список № 3) . В 1918 году он стал русским представителем в Закавказском сейме, а также входил в Юго-Восточный комитет членов Учредительного собрания.
Березов работал в редколлегии газеты «Родная земля», а также издавал в Екатеринодаре, вместе с М. Г. Бочарниковым, газету «Народоправство». С 1920 года он преподавал в Саратовском университете, где и был арестован в 1922 году. Содержался в Бутырской тюрьме, затем был выслан в Ташкент. Дальнейшая судьба неизвестна. Был реабилитирован в 1998 году.